# HIST1H2BA
A Histona H2B tipo 1-A é uma proteína que em humanos é codificada pelo gene HIST1H2BA.
As histonas são proteínas nucleares básicas que são responsáveis pela estrutura dos nucleossomos da fibra cromossômica nos eucariotos. Duas moléculas de cada uma das quatro histonas do núcleo (H2A, H2B, H3 e H4) formam um octâmero, em torno do qual aproximadamente 146 pb de DNA é envolvido em unidades repetidas, chamadas nucleossomos. A fibra da cromatina é ainda compactada através da interação de uma histona ligante, H1, com o DNA entre os nucleossomos para formar estruturas de cromatina de ordem superior. Este gene é intronless e codifica um membro específico dos testículos / espermatozóides da família histona H2B. As transcrições desse gene contêm um elemento de terminação palíndrica.